# Haroldo Nepomuceno
Haroldo Silva Nepomuceno (Belém, 20 de fevereiro de 1946) é um ex-futebolista brasileiro que atuava como lateral-direito.

## Carreira
Iniciou a carreira no juvenil da Tuna Luso, onde foi campeão estadual da categoria em 1964 e no ano seguinte já integrava os aspirantes do clube.
Sondado pelo Vasco, no segundo semestre de 1968 chegou por empréstimo ao Santos, onde foi reserva de Carlos Alberto Torres.
No primeiro semestre de 1969, foi emprestado ao XV de Piracicaba.
Ficou no Santos até 1970.
Em 1971, foi contratado pelo Olaria, onde fez parte de um dos melhores times da história do clube, que terminou o Campeonato Estadual daquele ano na terceira posição. Depois do destaque neste campeonato, foi contratado pelo Vasco.
Atuou pelo Vasco entre 1971 e 1972.
Passou ainda pelo CRB em 1973; Saad (SP) entre 1974 e 1975; e Moto Club (MA) em 1975 e 1976.

### Títulos
Santos
- Torneio Roberto Gomes Pedrosa: 1968

CRB
- Campeonato Alagoano: 1973